# Atenska zakladnica
Atensko zakladnico (grško Θησαυρός των Αθηναίων) v Delfih v Grčiji so zgradili  Atenci. Mesto in meščani so jo posvetili Apolonovemu svetišču. Celotna zakladnica, vključno s kiparskim okrasjem, je zgrajena iz parianskega marmorja. Datum njene gradnje je negotov, znanstveno mnenje je, da je bila zgrajena med 510 do 480 pred našim štetjem. Pavzanij jo omenja v svojem opisu svetišča, češ da je bila posvečena zmagi v bitki pri Maratonu 490 pred našim štetjem.
Zgradbo je izkopala Francoska arheološka šola iz Aten pod vodstvom Pierra de la Costeja-Messelièrja. Glede na število odkritih delov, približno dve tretjini prvotne stavbe, je bilo odločeno, da se obnovi, kar se je zgodilo med letoma 1903 in 1906 pod vodstvom francoskih arheologov Alberta Tournaireja in Josepha Replata.  Leta 1933 je Jean Audiat objavil opis arhitekture stavbe. Leta 1957 je o arhitekturnem kiparstvu pisal Pierre de la Coste-Messelière. Struktura je še vedno vidna na kraju samem, čeprav so metope reprodukcije, izvirnike hranijo v muzeju v Delfih.

## Metope
30 metop zakladnice je okoli 67 cm visokih in 62 do 64 cm širokih, devet vzdolž daljših stranic (severna in južna) in šest vzdolž krajših stranic (vzhodna in zahodna). Na njih so upodobljena Heraklejeva in Tezejeva dejanja. To so najzgodnejše ohranjene jukstapozicije  (razvrstitev, položaj, pri katerem so stvari druga poleg druge.
Tezejeve metope:
- Tezej in Atena;
- Tezej in Sinis, razbojnik, Prokrustov sin, ki je posebej okrutno ubijal mimoidoče. Ubil ga je Tezej, ko je iz Trojzena potoval v Atene;
- Tezej in Kromionska svinja (tudi Feja ali Faja (Φαια) po ženski lastnici) je v grški mitologiji legendarni divji prašič, ki je pustošil po poljih okrog vasi Kromion med Megaro in Korintom, a ga je  umoril Tezej;
- Tezej in Skiron, razbojnik, ki ga je Tezej ubil na poti iz Trojzna v Atene;
- Tezej in Prokrust, v grški mitologiji slavni atiški razbojnik (tudi Damast ali Polipemon), ki je popotnike privezoval na posteljo ter jih prikrajal njeni dolžini (ude je nategoval ali jih krajšal), Tezej mu je odsekal glavo;
- Tezej in maratonski bik;
- Tezej in Minotaver, v grški mitologiji pošast s človeškim telesom in bikovo glavo. Tezej ga je ubil s pomočjo Ariadne, Minosove hčerke, ki se je vanj zaljubila. Na začetku blodnjaka je privezal vrvico, ki mu je kazala pot iz središča, v katerem je ubil spečega Minotavra z mečem, ki mu ga je priskrbela Ariadna;
- Tezej in ujetnica Amazonka, Tezej je Atiko ubranil pred napadom Amazonk.

Heraklejeve metope:
- Heraklej in nemejski lev; prva od njegovih dvanajstih nalog je bila ubiti neranljivega nemejskega leva, ki je pustošil območje okrog Nemeje, in prinesti njegovo kožo. Heraklej je leva zadavil;
- Heraklej in kerinejska košuta; četrta naloga je bila ujeti pobeglo zlatorogo košuto, ki je bila posvečena Artemidi;
- Heraklej in kentaver; Herakles je pobil pijane kentavre;
- Heraklej in Kiknos; Kiknos, sin Aresa in Pelopije ali Pirene, je bil krvoločen in okruten človek, ki je živel ali v antičnem tesalskem mestu Pagasi ali ob reki Ehedor v Makedoniji, ropal je popotnike, namenjene v Delfe, dokler ga ni usmrtil Herakles;
- Heraklej in Ortros; v grški mitologiji je bil Ortar dvoglavi pes, ki je varoval Gerionovo živino in ga je ubil Herakles. Bil je Tifonov in Ehidnin potomec ter Kerberjev brat, ki je bil tudi večglavi čuvaj;
- Gerionova čreda; da se je Heraklej polastil Gerionove črede, se je moral prebiti skozi morsko ožino med Evropo in Afriko, kjer je zgradil "Heraklova stebra" (Gibraltar).

## Opis
Zakladnica je zgrajena v obliki templja, po zgradbi ante v dorskem slogu, ki sestoji iz pronaosa z dvema stebroma in cele. Prvotno je imela na slemenu akroterij, ki ni ohranjen. V tlorisu je velika 6,62 x 9,69 m in sega v višino 7,60 m.
Ploščad, na kateri stoji zakladnica, ima viden napis na južni steni; datiran je po 490 pred našim štetjem: .
ΑΘΕΝΑΙΟΙ Τ[Ο]Ι ΑΠΟΛΛΟΝ[Ι ΑΠΟ ΜΕΔ]ΟΝ ΑΚ[ΡΟΘ]ΙΝΙΑ ΤΕΣ ΜΑΡΑΘ[Ο]ΝΙ Μ[ΑΧΕ]Σ
(Atenci [posvečajo to] Apolonu kot prve sadove iz Perzije po bitki pri Maratonu)

## Datum gradnje
Ena od razlag pravi, da so zakladnico postavili oziroma podarili Delfom kot znak uspeha reform v Atenah pod Klejstenom 508/507 pr. n. št.
Antični pisatelj in popotnik Pavzanij je "izrecno poudaril, da je bila Atenska zakladnica zgrajena [kar pomeni financirana] iz zaplenjene zbirke perzijskega generala Datisa pri Maratonu".  To pomeni, da je najpoznejši datum do 490 pred našim štetjem, po bitki pri Maratonu, kar je predviden čas gradnje po Pavzaniju.
Kljub temu da je to glavni vir, pa se je treba zavedati, da je bil Pavzanij včasih lahko napačno obveščen, zato klasični učenjaki še vedno razpravljajo o datumu. John Boardman ugotavlja, da "se iz čisto arheoloških, arhitekturnih in slogovnih razlogov zdi, da jo mnogi učenjaki datirajo okoli 500 pred našim štetjem, nekateri že prej". 
Nedavne ugotovitve, ki so jih zbrali na Čikaški univerzi, profesor Richard T. Neer, se sklicujejo na izkopavanje iz leta 1989 (povzeto po Pierru Amandryju v letu 1998) in zagovarjajo poznejši datum. 